# Фогель, Эмиль
Эмиль Вильгельм Фогель (нем. Emil Wilhelm Vogel; 20 июля 1894 — 1 октября 1985) — немецкий офицер, участник Первой и Второй мировых войн, генерал горных войск, кавалер Рыцарского креста с Дубовыми листьями.

## Первая мировая война
3 августа 1914 года поступил на военную службу фанен-юнкером (кандидат в офицеры), в пехотный полк. С февраля 1915 года — на фронте. С июня 1915 года — лейтенант, командир саперного взвода, затем командир роты. В 1916 году — отравлен в газовой атаке. За время войны награждён Железными крестами обеих степеней.

## Между мировыми войнами
В 1919 году воевал во фрайкоре «Эпп» против немецких коммунистов. Продолжил службу в рейхсвере. К началу Второй мировой войны — начальник штаба 7-го армейского корпуса, подполковник.

## Вторая мировая война
В сентябре-октябре 1939 года — участвовал в Польской кампании, награждён планками к Железным крестам обеих степеней (повторное награждение). С декабря 1939 года — полковник.
С октября 1940 года — начальник штаба 20-го армейского корпуса.
С 22 июня 1941 года — участвовал в германо-советской войне. Бои в Белоруссии, затем в районе Смоленска, затем на Московском направлении.
В апреле 1942 года — награждён Золотым немецким крестом. С сентября 1942 года — командир 101-й егерской дивизии (на Кавказском направлении). С октября 1942 года — генерал-майор.
С апреля 1943 года — генерал-лейтенант. В августе 1943 года — награждён Рыцарским крестом (за бои на Кубани).
В мае 1944 года — награждён Дубовыми листьями к Рыцарскому кресту (за бои на Украине). С августа 1944 года — командующий 36-м горным корпусом (в северной Карелии). В сентябре 1944 года отвёл корпус из Карелии в Финляндию (см. Преследование противника на кандалакшском и кестеньгском направлениях). С ноября 1944 года — в звании генерал горных войск.
В 1945 году — корпус отступил в Норвегию. В мае 1945 года — взят в британский плен.